# Polystachya subdiphylla
Polystachya subdiphylla är en orkidéart som beskrevs av Victor Samuel Summerhayes. Polystachya subdiphylla ingår i släktet Polystachya och familjen orkidéer. Inga underarter finns listade i Catalogue of Life.

## Bildgalleri

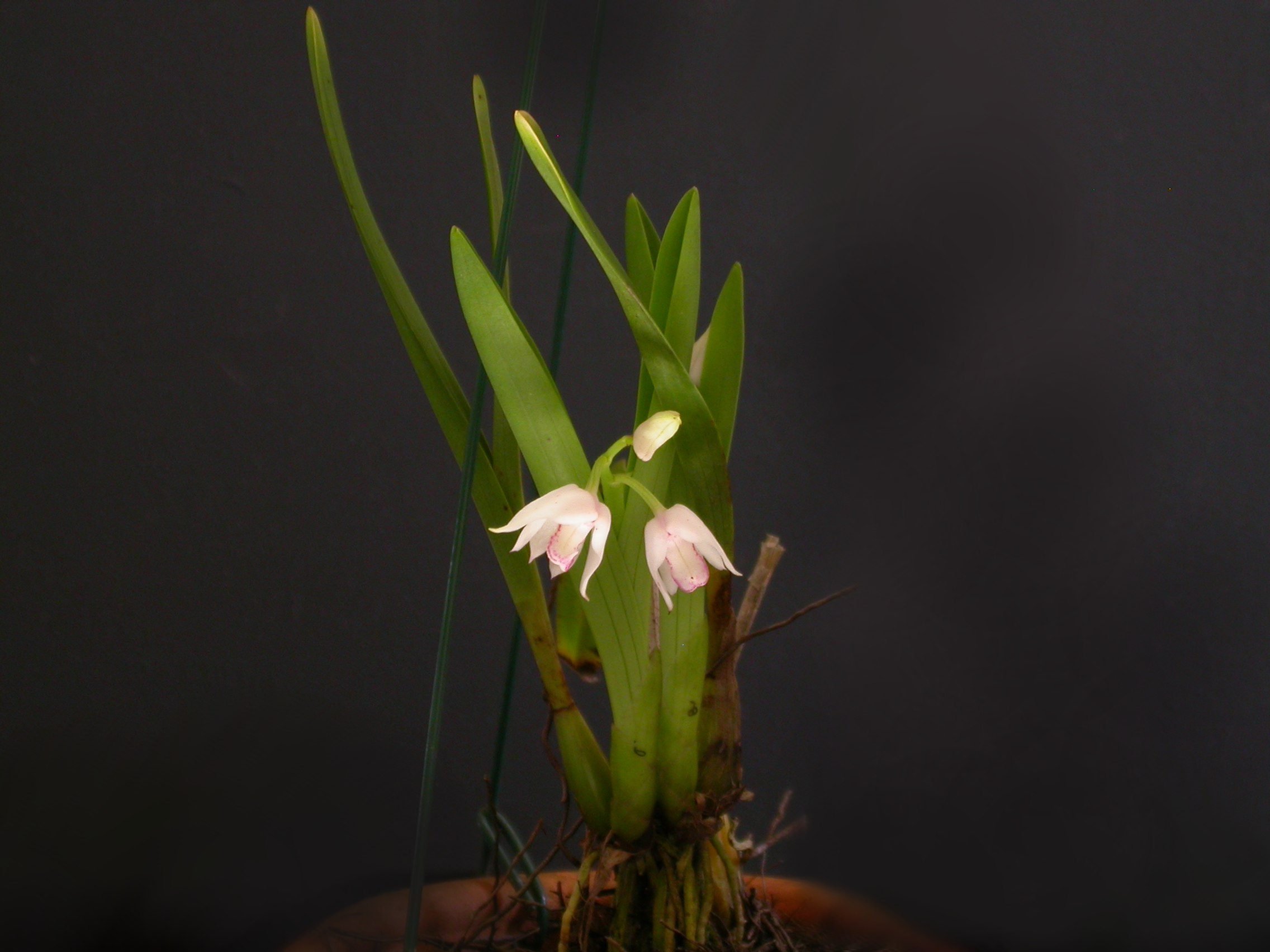
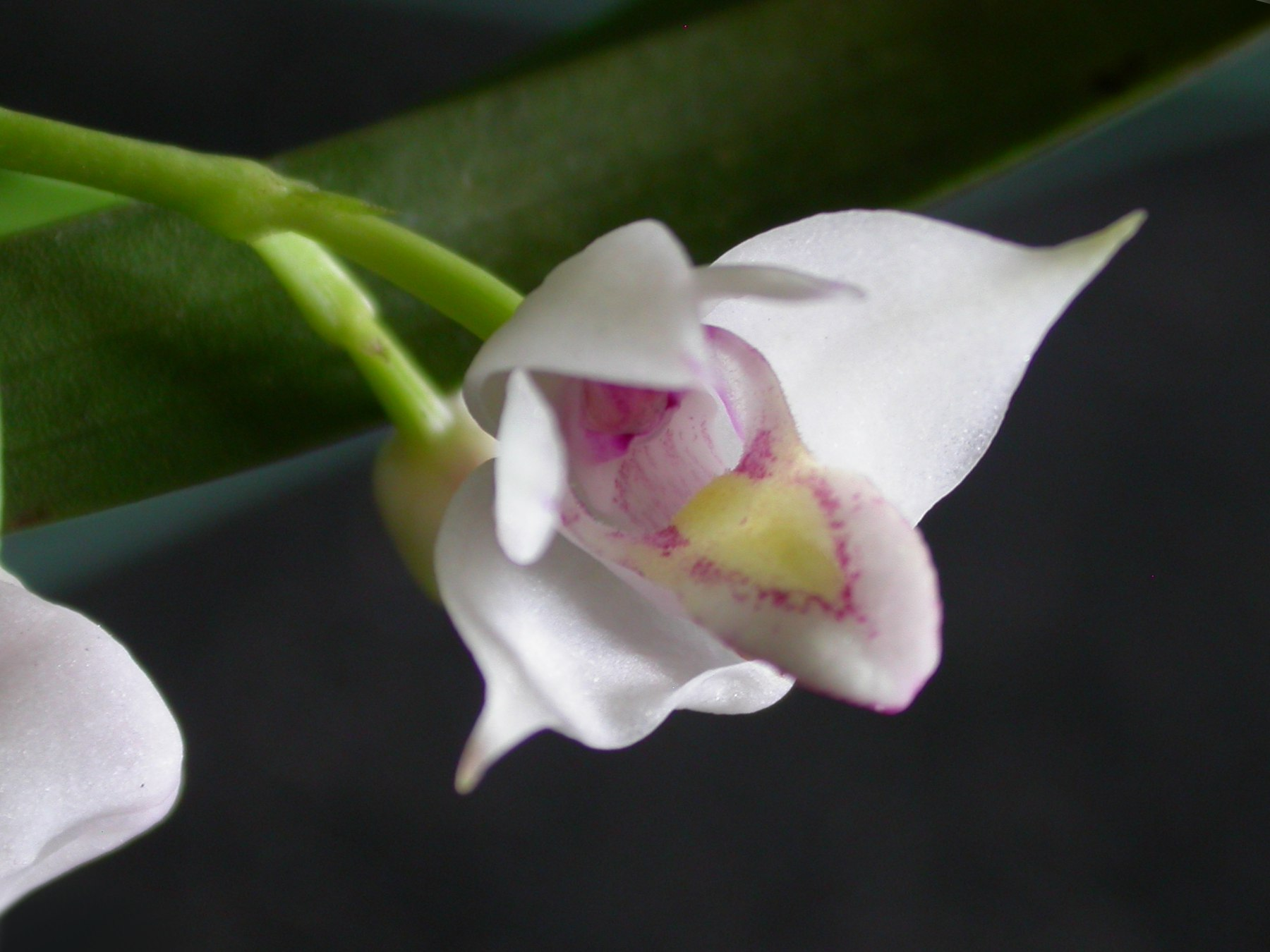
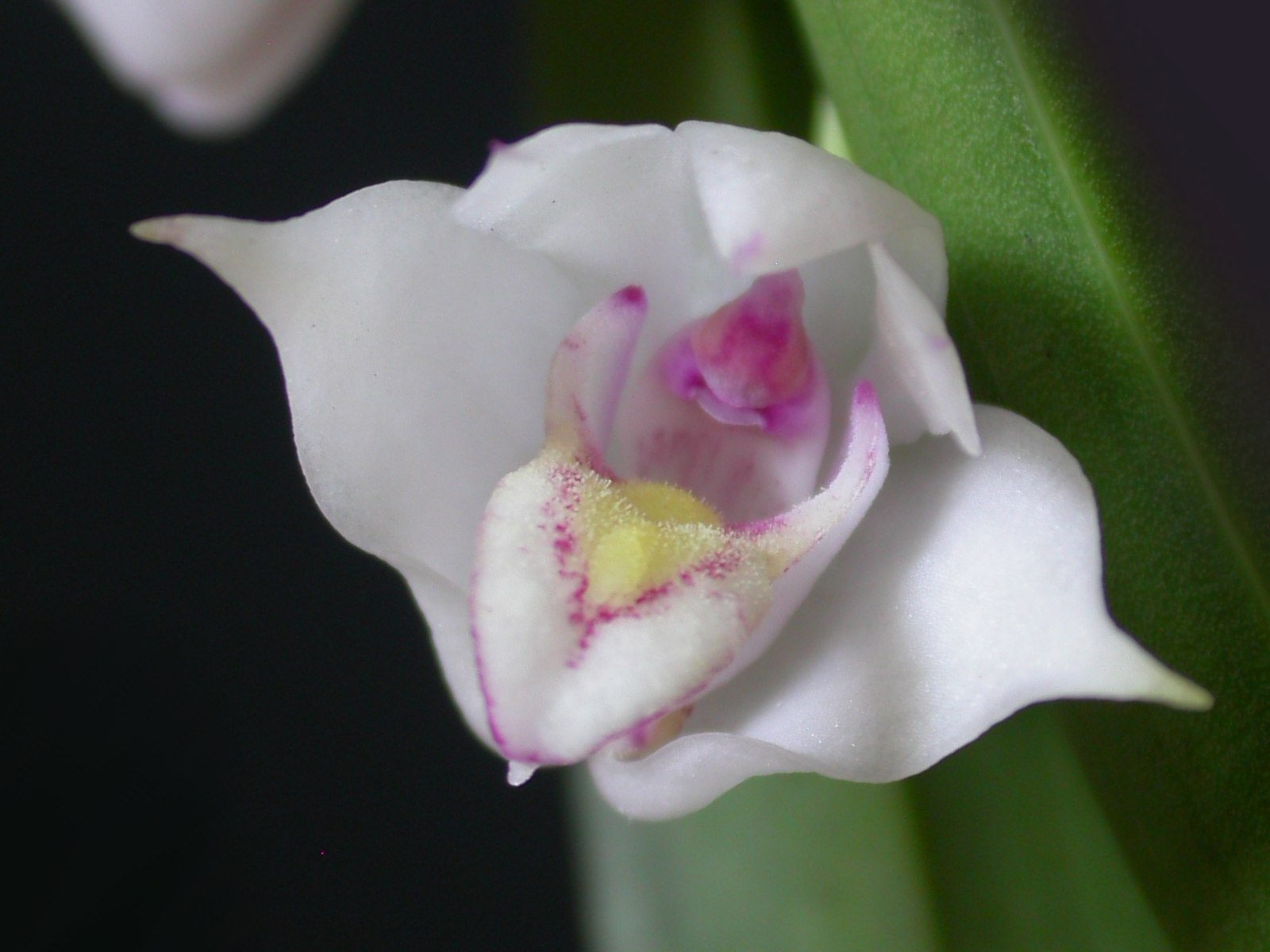
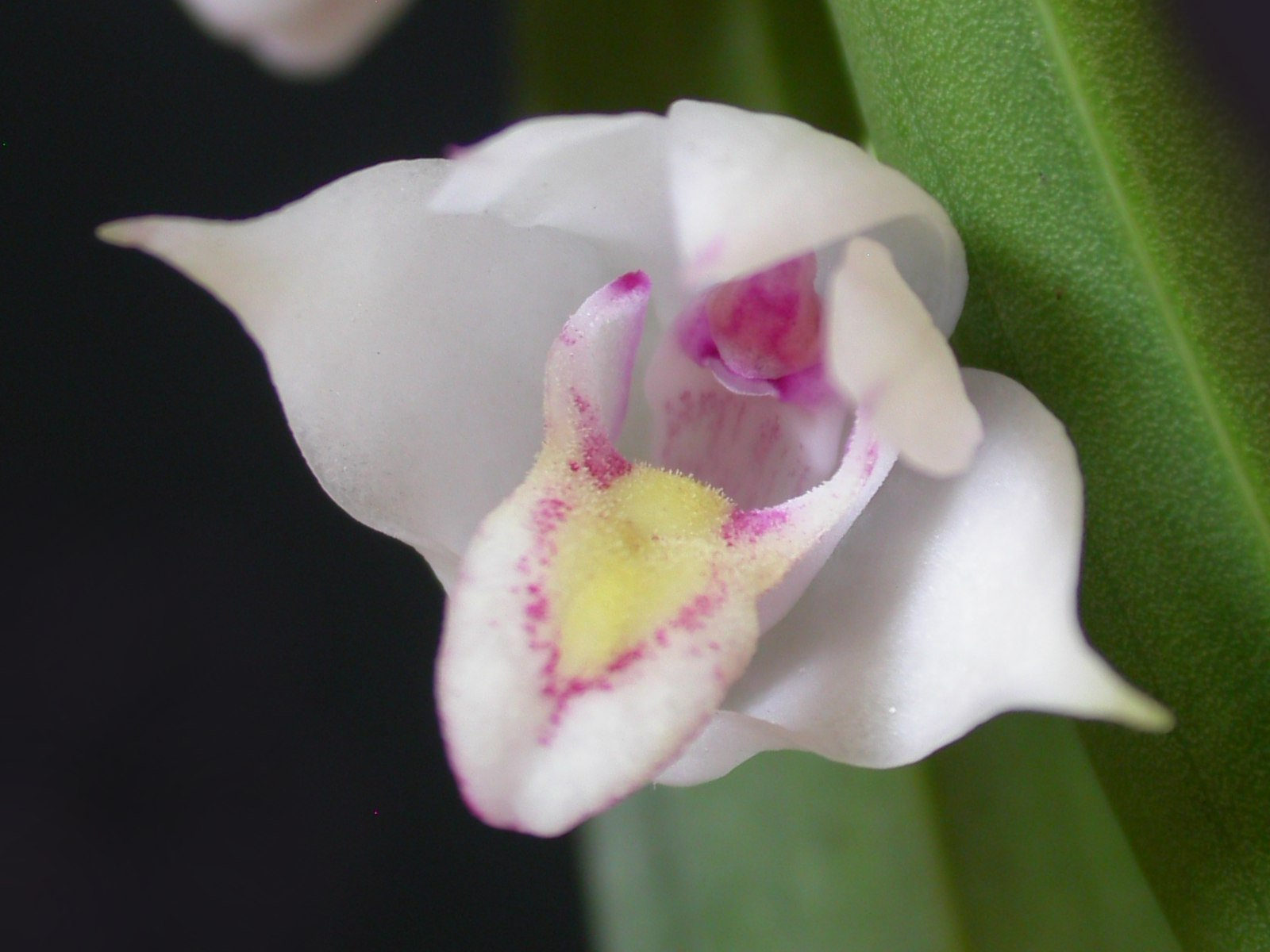
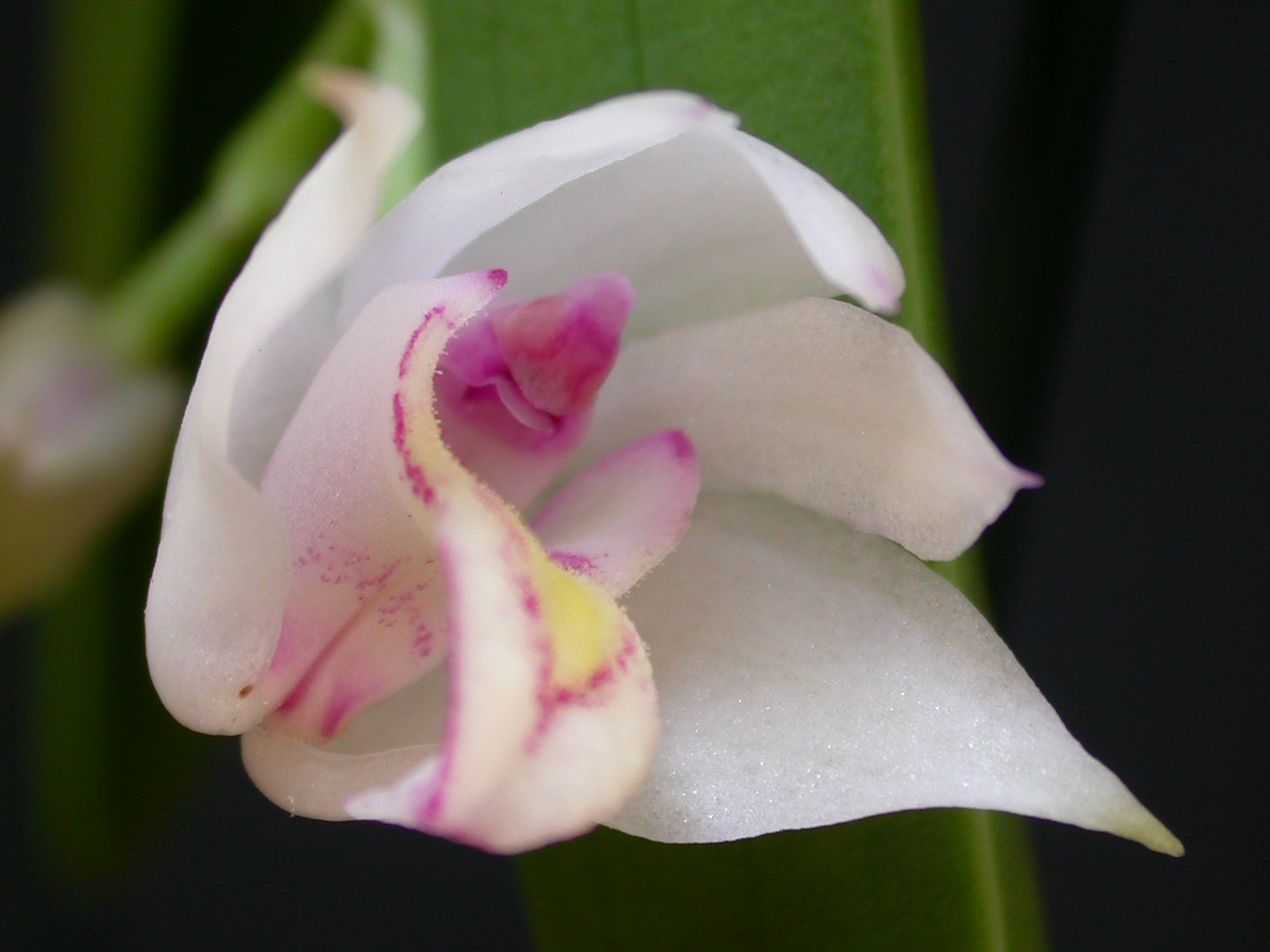